# 王慶常
王慶常（?—?），為中國清朝官員，本籍山東。他於1791年（乾隆56年）奉旨擔任按察使銜分巡台灣兵備道，不過似未到任。
| 前任： 萬鍾傑 | 按察使銜分巡台灣兵備道 1791年上任 | 繼任： 楊廷理 |